# Келте-Сюле
Кельте́-Сю́ле (чув. Кӗлтеҫулӗ) — деревня в Канашском районе Чувашской Республики. Входит в состав Малобикшихского сельского поселения.

## География
Находится в центральной части Чувашии, на расстоянии приблизительно 1 км на юго-восток от районного центра города Канаш.

## История
Возникла в 1929 в связи с образованием колхоза им. Будённого. В 1929 году было 6 дворов, 33 человека, в 1939 — 84 жителя, в 1979—103. В 1930-е годы учитывалась как выселок, в 1940 году как поселок. В 2002 году было 29 дворов, в 2010 — 30 домохозяйств. В 2010 году действовало ООО"Агат".

## Население
Постоянное население составляло 84 человека (чуваши 98 %) в 2002 году, 88 в 2010.